# Saint-Pierre-des-Nids
Saint-Pierre-des-Nids is een gemeente in het Franse departement Mayenne (regio Pays de la Loire). De plaats maakt deel uit van het arrondissement Mayenne. Saint-Pierre-des-Nids telde op 1 januari 2022 1.761 inwoners.

## Geografie
De oppervlakte van Saint-Pierre-des-Nids bedroeg op 1 januari 2022 37,34 vierkante kilometer; de bevolkingsdichtheid was toen 47,2 inwoners per km².

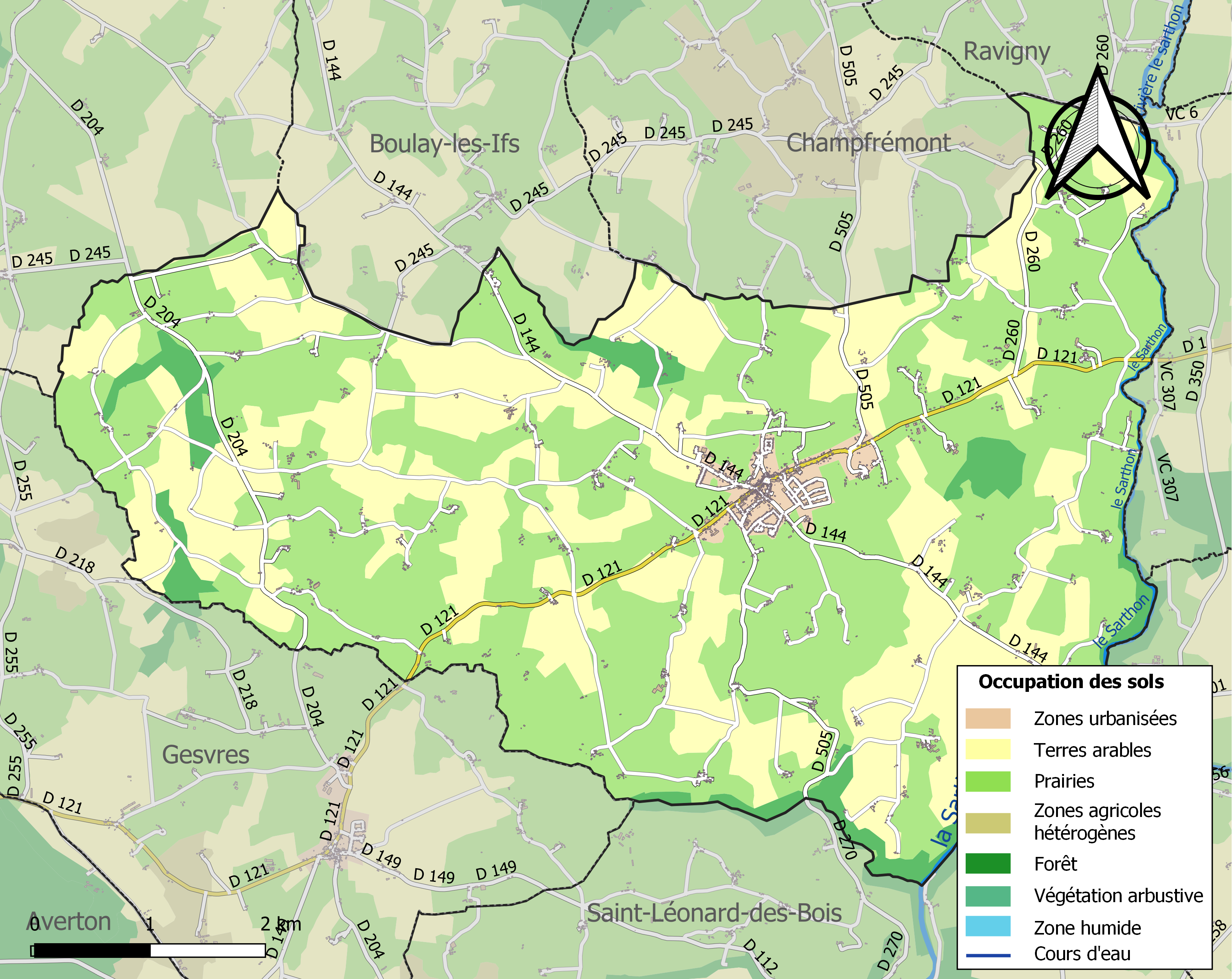
Kaart van de gemeente met de belangrijkste infrastructuur, bodemgebruik en omliggende gemeenten

## Demografie
Onderstaande figuur toont het verloop van het inwonertal (bron: INSEE-tellingen).